# Tucanos
Els tucanos, tukanos yepa masa o dasea són un grup ètnic indígena natiu de la selva del Departament de Vaupés (Colòmbia) i l'estat brasiler del Amazones, a la Frontera entre el Brasil i Colòmbia.

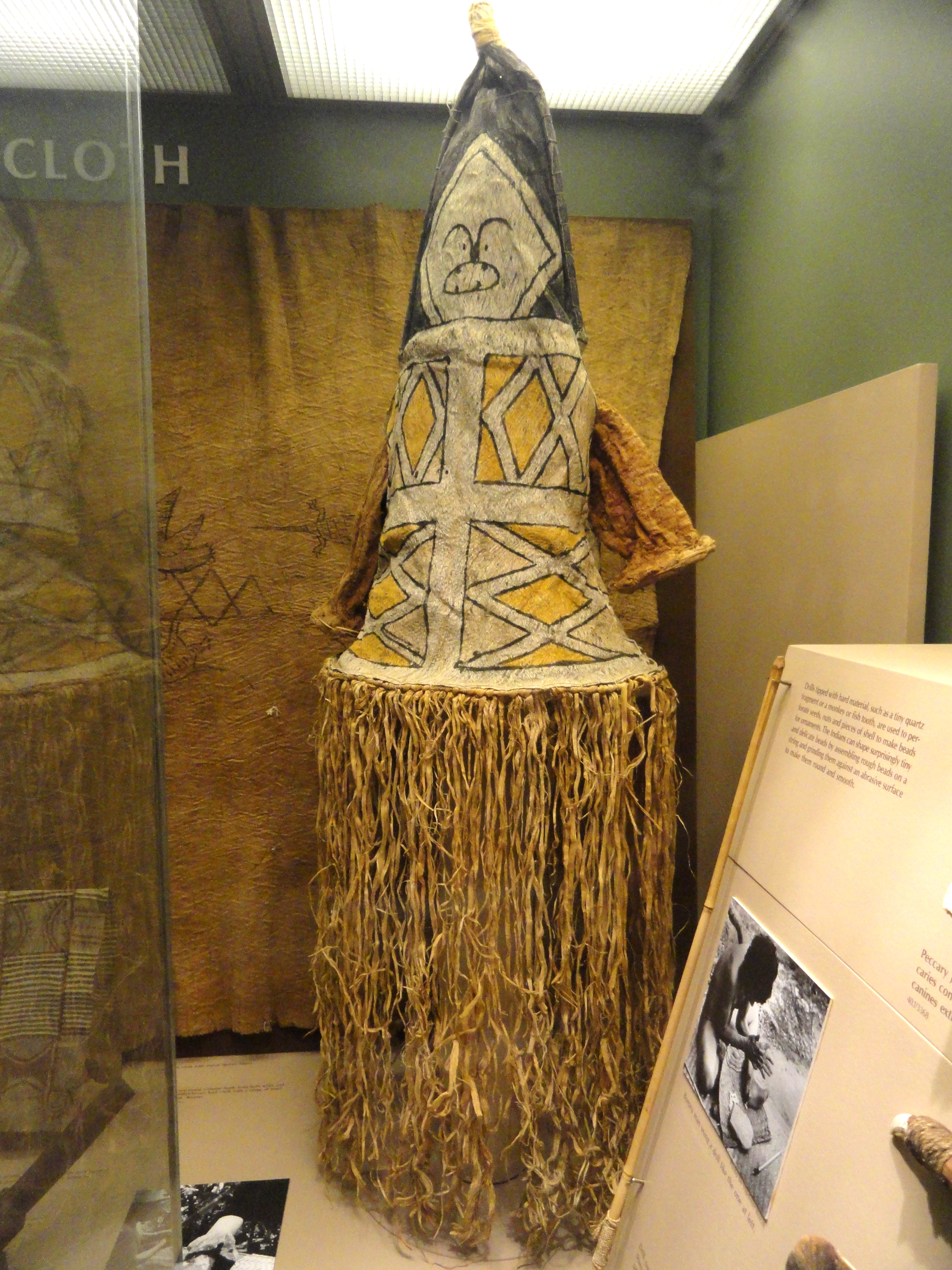
Vestit cerimonial tucano

A vegades s'aplica el qualificatiu "tucano" en sentit ampli als parlants de llengües tucanes que estrictament no formen una única ètnia sinó un conjunt d'ètnies diferenciades encara que lingüísticament emparentades.

## Territorialitat
Prop de 7 mil membres de l'ètnia tucano habiten a Colòmbia, principalment al Resguardo indígena de l'orient del Vaupés, en Acaricuara, Monforte i Piracuara, així com en els rius Papurí i Paca, encara que una part ha migrat a San José del Guaviare i Miraflores (Guaviare). Al Brasil hi viuen actualment 6 mil d'ells, a les Àrees Indígenes d'Alto Río Negro, Medio Río Negro I, Medio Río Negro II, Pari Cachoeira I, Pari Cachoeira II, Pari Cachoeira III, Taracuá, Uneiuxi, Yauareté I, Yauareté II i la Reserva Indígena Balaio, São Gabriel da Cachoeira, Manaus i Santa Isabel.

## Organització
Els tucanos formen part d'un sistema regional d'ètnies i fratrias exogàmiques, que es distingeixen cadascuna per tenir la seva pròpia llengua, consideren que van arribar conjuntament a la regió en una gran boa o anaconda, la "canoa-colobra" o "Anaconda Canoa". El seu territori va ser assignat en desembarcar i els qui van resultar d'aquesta travessia romanen unides pels intercanvis matrimonials que realitzen entre ells. Els segments de la anaconda corresponen amb llinatges que són patrilineals i patrilocals. Aquestes dues característiques determinen l'afiliació de les persones i les seves possibles relacions de parella. La terminologia de parentiu és de tipus dravídic.
La forma tradicional de vida té com a centre la casa comunal o "maloca" (wi'í) on viuen 3 o més famílies d'un mateix llinatge. La maloca antigament tenia una forma el·líptica o circular, segons fotografies d'estudiosos com Ermanno Stradelli a la fi del segle xix i principis del XX. No obstant això, avui dia és rectangular; mesura entre 15 i 20 m de llarg per 10 a 12 m d'ample, amb sostre de dues aigües, de palla de fulles de palma, que arriba fins a 1 m del sòl i parets d'escorça. Té un corredor llarg per als balls i un o més fogons, un morter cilíndric per a picar la coca abans de consumir-la i una olla cerimonial per a cuinar el yajé (kapí) en els rituals orientats pel xaman o payé (yáí). Cada maloca té el seu cap o "capità" (wiógü).
La distribució de l'espai en la maloca atén tant les regles socials de consanguinitat, afinitat i jerarquia, com a les activitats econòmiques i a les necessitats rituals. La meitat posterior és per a la família, per als consanguinis pròxims del cap i per a les activitats femenines; la meitat anterior, per als afins i parents llunyans del cap, així com per a les labors masculines. Cada llar té un compartiment en els passadissos laterals, però els homes solters pengen els seus hamacas a part, cap al centre, que constitueix l'espai per a la dansa i el ritual.
El procés d'aculturació ha portat al fet que en algunes comunitats s'estableixin habitatges unifamiliars, encara que a vegades es mantingui la maloca amb finalitats cerimonials o per a assemblees comunitàries.

## Economia
Els Ttucano són en primer lloc pescadauris. Els homes pesquen amb arpó de tres puntes, amb arc i fletxa, amb hams o paranys i amb xarxes que teixeixen les dones. A més la família pot usar el candelera. Tant per a aquesta activitat com per a la navegació fabriquen canoes (yuküsü) en troncs buidats.
Cacen danta (wekü), cérvol (ñama), pecarí (yesé), lapa (sêé), agutís (bú), micos i diverses ocells. Encara que actualment predomina la caça amb escopeta, es manté la forma tradicional amb sarbatana (bupu) i dards amb curare, javelines o arc i fletxa. Recol·lecten fruits silvestres, formigues i larves comestibles.
Conreen en la chagra o hort (wesé) conjuntament iuca brava (kí), blat de moro (ohóka), moniato (ñapí), nyam (ña'mu), chonque, chontaduro (üré), plàtan (ohó), canya de sucre, papaia, pinya, coca (pátu) i ají (biá). El processament de la iuca és una activitat molt important, centrada en les dones, els qui la ratllen, mullen, pasten, espremen amb el wâtikê'a per treure el tòxic, després la planen i rosteixen en una gran casserola de fang o "budare", per a obtenir truites de "cazabe" i farina granulada "fariña" (po'ká). També dediquen el seu temps a fabricar canastres de fibra i olles de fang.
Els homes tucano, pel seu costat, fabriquen belles banques (duhiró) que es consideren pròpies de l'ètnia i són per tant objectes privilegiats en el barata tradicional amb les altres ètnies de la regió. Aquestes banques mesuren entre 15 i 20 cm d'alt; de llarg pot tenir entre 40 i 160 cm, i sobre ell es dibuixen dissenys en vermell i negre.

## Llengua
L'idioma tucano forma part del grup oriental de la família tucano.